# NGC 5982
NGC 5982 (другие обозначения — UGC 9961, MCG 10-22-29, ZWG 297.24, PGC 55674) — эллиптическая галактика (E3) в созвездии Дракон.
Этот объект входит в число перечисленных в оригинальной редакции нового общего каталога.